# Dietrich Wilhelm von Witzendorff
Dietrich Wilhelm von Witzendorff (* 27. Januar 1661 in Lüneburg; † vor dem 3. August 1712) war ein deutscher Jurist, Domdekan im Hochstift Lübeck und Landrat in Lauenburg.

## Leben
Dietrich Wilhelm von Witzendorff stammte aus dem lüneburgischen Patriziergeschlecht von Witzendorff. Er war ein Sohn von Franz Heinrich von Witzendorff (1625–1689), ab 1658 Ratsherr und ab 1660 Bürgermeister von Lüneburg, der sich 1662 auf seine Güter zurückzog, und seiner Frau Ilsabe Sophie (1633–1676), geb. von Elver.
Schon 1670, im Alter von neun Jahren, erhielt er eine Domherrenstelle am Lübecker Dom.
Er war ab 1694 Herr des von seinem Großvater Hieronymus von Witzendorff 1681 gestifteten Fideikommisses Groß Zecher und Klein Berkenthin sowie von 1694 bis Ende 1699 Pfandbesitzer auf Dobbin. Zusätzlich konnte er 1697 Seedorf mit Hackendorf, Bresahn und Dargow (heute beides Ortsteile von Salem), Butz und Sterley im Herzogtum Lauenburg erwerben. 1711 verkaufte er Klein Berkenthin.
Am 4. Mai 1701 wählte ihn das Lübecker Domkapitel zu seinem Domdekan. Ab 1706 war er zugleich herzoglich holsteinischer Geheimrat sowie herzoglich braunschweig-lüneburger Hofgerichtsassessor und ständischer Landrat in Lauenburg.
Er war seit 1695 verheiratet mit Anna Maria von der Borch aus dem Hause Schönebeck († 1733), die Tochter des fürstlich braunschweigischen Obersten und Erbherren zu Schönebeck Friedrich von der Borch.
Das Paar hatte drei Söhne, darunter Franz von Witzendorff, der 1708 Domherr wurde, aber schon am 25. Dezember 1715 als Student auf der Universität Jena starb, August Christian von Witzendorff, der ebenfalls Domdekan wurde, und Friedrich Hieronymus von Witzendorff (1695–1742).